# گود هوپ، شهرستان پری، میسیسیپی
گود هوپ (به انگلیسی: Good Hope) یک منطقهٔ مسکونی در ایالات متحده آمریکا است که در شهرستان پری، میسیسیپی واقع شده‌است. گود هوپ ۸۱٫۰۸ متر بالاتر از سطح دریا واقع شده‌است.